# Gustave de Mévius

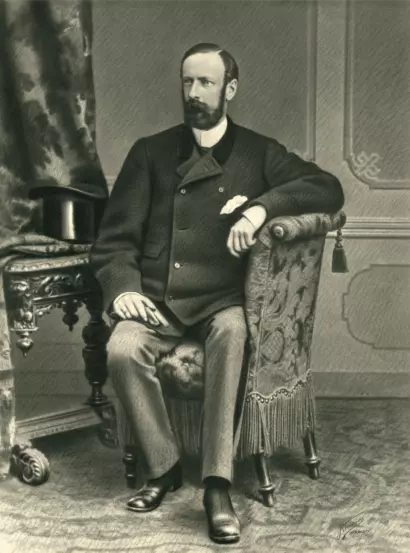
Gustave de Mévius

David Ghislain Emile Gustave de Mévius (Brussel, 27 april 1834 - Elsene, 11 januari 1877) was een Belgisch politicus. Hij was een korte tijd gouverneur van de provincie Namen.

## Biografie

### Familie
Gustave de Mévius was een telg uit het geslacht de Mévius. In 1562 verleende keizer Ferdinand I een wapenschild en de machtiging om lenen te verheffen aan Joachim Mevius, licentiaat in de rechten. In 1665 verhief de Regentschapsraad in Stockholm David Mevius in de adel, met vergunning om zijn naam door een adellijk partikel te laten voorgaan.
Hij was een zoon van Philippe de Mévius en Eugénie Willems, zus van Edmond Willems, senator, burgemeester van Wespelaar en brouwmeester van de Brouwerij Artois. Hij trouwde in 1854 in Sint-Gillis met Léonie Bosquet (1835-1923), dochter van Gustave Bosquet, raadsheer in het hof van beroep in Brussel. Ze kregen twee zoons en een dochter.
- Eugène de Mevius (1857-1936), provincieraadslid van Brabant en senator.

Hij was een neef van Joseph Van Volxem en Edmond Willems.

### Politieke loopbaan
Gustave de Mévius was provincieraadslid van Namen toen hij in 1871 in de Belgische erfelijke adel werd opgenomen met de titel baron overdraagbaar op al zijn afstammelingen.
Hij werd in 1876 gouverneur van Namen, maar overleed al na enkele maanden.